# Enrique Ernesto de Stolberg
El conde Enrique Ernesto de Stolberg (20 de julio de 1593, Schwarza-4 de abril de 1672, Ilsenburg) fue un noble alemán. Fue el fundador de la línea principal y más antigua de la Casa de Stolberg.
Él era el hijo mayor del conde Cristóbal II de Stolberg. De 1639 a 1645, Enrique Ernesto y su hermano menor Juan Martín gobernaron conjuntamente el Condado de Stolberg. El 31 de mayo de 1645, se dividieron la herencia, donde Enrique Ernesto recibió el Condado de Wernigerode y el Bosque de Hohnsteiner. Trasladó la residencia de su condado de Wernigerode a Ilsenburg.
El 2 de mayo de 1649, contrajo matrimonio con Ana Isabel, una hija del conde Enrique Volrad de Stolberg-Ortenberg. Tuvieron dos hijos varones, Ernesto y Luis Cristián, y una hija, Ana Leonor, quien contrajo matrimonio con el príncipe Emmanuel de Anhalt-Köthen en Ilsenburg el 23 de marzo de 1670.
Como no existía la primogenitura en Stolberg, sus hijos heredaron conjuntamente el condado cuando Enrique Ernesto murió en 1672.